# 여자는 남자를 쏘았다
"여자는 남자를 쏘았다"는 한국에서 제작된 김성수 감독의 1984년 영화이다. 태민영 등이 주연으로 출연하였고 김용덕 등이 제작에 참여하였다.

## 출연

### 주연
- 태민영
- 김민경
- 김부선
- 윤양하

## 기타
- 조명: 강광호